# Ptaki ciernistych krzewów (miniserial)
Ptaki ciernistych krzewów (ang. The Thorn Birds) – czterodcinkowy amerykański miniserial obyczajowy z 1983 roku. Jest ekranizacją powieści Colleen McCullough z 1977 roku, zatytułowanej również „Ptaki ciernistych krzewów”. Kręcony, m.in. na ranczo Big Sky w Simi Valley, w Kalifornii.

## Fabuła
Miniserial obejmujący 60-letnią historię rodziny, rozgrywająca się w egzotycznej scenerii Australii w XX wieku. Meggie (Rachel Ward), jedyna dziewczynka w wielodzietnej rodzinie Clearych, wychowuje się na farmie. Jej powiernikiem i opiekunem jest ksiądz Ralph de Bricassart (Richard Chamberlain), z którym łączy ją głęboka przyjaźń. Jednak z biegiem lat to uczucie nabiera innego wymiaru. Ta zakazana miłość wplata się w życie rodziny i przynosi niechciane, tragiczne konsekwencje.

## Obsada
- Richard Chamberlain jako Ralph de Bricassart
- Rachel Ward jako Meggie Cleary
- Sydney Penny jako Meggie Cleary, w dzieciństwie
- Barbara Stanwyck jako Mary Carson
- Jean Simmons jako Fee Cleary
- Bryan Brown jako Luke O’Neill
- Mare Winningham jako Justine O’Neill
- Philip Anglim jako Dane O’Neill
- Christopher Plummer jako Arcybiskup

W pozostałych rolach i epizodach wystąpili m.in.: Barry Corbin, Piper Laurie, Earl Holliman.

## Nagrody
W 1984 roku serial otrzymał osiem nominacji do Złotych Globów i wygrał w czterech kategoriach:
- Najlepszy miniserial lub film telewizyjny;
- Najlepszy aktor w miniserialu lub filmie telewizyjnym (Richard Chamberlain);
- Najlepsza aktorka drugoplanowa w serialu, miniserialu lub filmie telewizyjnym (Barbara Stanwyck);
- Najlepszy aktor drugoplanowy w serialu, miniserialu lub filmie telewizyjnym (Richard Kiley).

W tym samym roku „Ptaki ciernistych krzewów” zdobyły nagrody Emmy w kategoriach:
- Najlepsza aktorka w miniserialu lub filmie telewizyjnym (Barbara Stanwyck);
- Najlepsza aktorka drugoplanowa w miniserialu lub filmie telewizyjnym (Jean Simmons);
- Najlepszy aktor drugoplanowy w miniserialu lub filmie telewizyjnym (Richard Kiley);
- Najlepsza charakteryzacja w serialu, miniserialu lub filmie telewizyjnym – za część IV nagordzony Del Acevedo;
- Najlepsza scenografia w miniserialu lub filmie telewizyjnym (Jerry Adams, Robert MacKichan);
- Najlepszy montaż serialu dramatycznego kręconego przy użyciu jednej kamery Carroll Timothy O’Meara – za część III.

W ⁣⁣1998⁣⁣ roku Richard Chamberlain, jako gość specjalny, odebrał w Polsce telekamerę dla najlepszego aktora zagranicznego.

## Utracone lata
W roku 1996 powstał sześciogodzinny miniserial – midquel, zatytułowany Ptaki ciernistych krzewów: Utracone lata (The Thorn Birds: The Missing Years). Opowiada on o kilku tygodniach z okresu dziewiętnastu lat, pominiętych w oryginalnym serialu. Pokazywany był kilkakrotnie w polskiej telewizji.

## Emisje w Polsce
Serial był wielokrotnie pokazywany przez różne stacje telewizyjne (m.in. w latach 80. XX w. w TVP1, później Polsat, TVN i TVN 7). Niektóre stacje dzielą każdy z półtoragodzinnych odcinków na pół i emitują jako dziesięcioodcinkowy serial. Od 12 czerwca 2015 roku do 14 sierpnia 2015 roku ponownie emitowany w TVP1.

## Wydanie DVD
Serial ukazał się na płytach DVD. Swoją polską premierę w tej postaci miał 19 listopada 2004 roku. W tej samej postaci wydano również Utracone lata – zarówno w boksie (premiera, 8 września 2006), jak i jako załącznik do prasy kolorowej.